# تكون الورم الصماوي المتعدد النوع 2
متلازمة زيبل (بالإنجليزية: Sipple's syndrome)‏ أو تكون الورم الصماوي المتعدد النوع 2 (بالإنجليزية: Multiple Endocrine Neoplasia type 2)‏; هي مرض وراثي سببه فرط في إفراز الغدد الدرقية، والغدة الكظرية، والجار درقية.

## الأعراض
تظهر اعراض متلازمة زيبل على شكل بداية بصداع شديد , خفقان القلب بسرعة , زيادة معدل التعرق, ألم في الصدر وألم في البطن, العصبية, الطيش , فقدان الوزن والاسهال, سعال مصحوب مع الألم والدم والتعب, زيادة إنتاج البول, زيادة العطش, فقدان الشهية, الغثيان ضعف العضلات, الاكتئاب وتغيرات في الشخصية وقد يحدث سرطان النخاع والغدة الدرقية والغدد اللمفاوية.

## العلاج
يتم العلاج جراحيًا لإزلة سرطان الغدة الدرقية والنخاع والغدد الليمفاوية ويستلزم العلاج بهرمونات الغدة الدرقية البديلة بعد الجراحة.

## وصلات خارجية
- SIGMA-ALDRICH H&E Informational Primer
- Routine Mayer's Hematoxylin and Eosin Stain (H&E)
- Hematoxylin & Eosin (H&E) Staining Protocol
- Rosen Lab, Department of Molecular and Cellular Biology, Baylor College of Medicine) Step by step protocol